# 215
215 là một năm trong lịch Julius. 

## Mất
- Hàn Toại một lãnh chúa Tây Lương thời Tam Quốc, anh em kết nghĩa với Mã Đằng và cùng với tướng Mã Siêu liên quân chống Tào Tháo